# BALLAD 無名的戀曲
《BALLAD 無名的戀曲》（日語：BALLAD 名もなき恋のうた）是一部2009年日本時代劇情片，改編自2002年日本動畫電影《蠟筆小新：風起雲湧 壯烈！戰國大會戰》，由山崎貴編劇和執導，草彅剛和新垣結衣主演。
《BALLAD 無名的戀曲》於2009年9月5日在日本上映。

## 演員
- 草彅剛 飾 井尻又兵衛
- 新垣結衣 飾 廉姫
- 武井證 飾 川上真一[註 1]
- 夏川結衣 飾 川上美佐子[註 2]
- 筒井道隆（日语：筒井道隆） 飾 川上曉[註 3]
- 吹越滿 飾 仁右衛門
- 齊藤由貴 飾 阿里
- 吉武怜朗（日语：吉武怜朗） 飾 文四郎
- 波岡一喜（日语：波岡一喜） 飾 彥藏
- 菅田俊（日语：菅田俊） 飾 儀助
- 香川京子 飾 吉乃
- 小澤征悅 飾 安長
- 中村敦夫 飾 康綱
- 大澤隆夫 飾 大倉井高虎
- 寺本純菜（日语：寺本純菜） 飾 真一的女友

## 製作人員
- 監督・腳本・視覺效果：山崎貴
- 原案：《蠟筆小新：風起雲湧 壯烈！戰國大會戰》（原作：臼井儀人／監督・腳本：原恵一）
- 音樂：佐藤直紀
- 腳本協力：佐藤嗣麻子（日语：佐藤嗣麻子）、水島努
- 攝影：柴崎幸三（日语：柴崎幸三）
- 照明：水野研一
- 錄音：鶴巻仁
- 美術：上條安里（日语：上條安里）
- 裝飾：龍田哲兒、中澤正英
- 編輯：宮島龍治（日语：宮島竜治）
- 服裝設計：黒澤和子（日语：黒澤和子）
- 音效：柴崎憲治（日语：柴崎憲治）
- 副導演：山本透
- 武打：中瀨博文
- 操演：宇田川幸夫
- VFX works：白組、Fude、PAGODA、MOZOO、SPICE
- 外景協力：千葉縣電影委員會、鴨川市、阿蘇市
- 數碼中間片：IMAGICA
- 執行製作人：阿部秀司（日语：阿部秀司 (映画プロデューサー)）、梅澤道彥
- 製片人：安藤親廣（日语：安藤親広）、松井俊之
- 副製片人：小出真佐樹、小久保聰
- 發行商：東寶
- 企劃・生產製作：ROBOT（日语：ロボット (企業)）
- 製作幹事（共同）：朝日電視台、ROBOT
- 製作：「BALLAD 無名的戀曲」製作委員會（朝日電視台、ROBOT、東寶、J Dream公司、電通、ADK、LesPros娛樂、SHIN-EI動畫、雙葉社、小學館、白組、朝日放送、名古屋電視台）
- 製作協力：北海道電視台、青森朝日放送、岩手朝日電視台、東日本放送、秋田朝日放送、山形電視台、福島放送、新潟電視台21、長野朝日放送、北陸朝日放送、靜岡朝日電視台、廣島HOME電視台、山口朝日放送、瀨戶內海放送、愛媛朝日電視台、九州朝日放送、長崎文化放送、熊本朝日放送、大分朝日放送、鹿兒島放送、琉球朝日放送（以上21社ANN）

## 主題曲
- alan 「BALLAD～無名戀歌～」

作詞：kenko-p / 作曲：菊池一仁 / 編曲：中野雄太

## 獎項
| 年份   | 受賞式           | 提名類別   | 對象     | 結果 |
| ------ | ---------------- | ---------- | -------- | ---- |
| 2009年 | 第34屆報知電影獎 | 主演男優賞 | 草剪剛   | 提名 |
| 2009年 | 第34屆報知電影獎 | 主演女優賞 | 新垣結衣 | 提名 |
| 2009年 | 第34屆報知電影獎 | 助演女優賞 | 夏川結衣 | 提名 |

## 漫畫版
由津寺里可子繪製，《漫畫ACTION》發行。

## 備註
1. ↑  角色原型改編自野原新之助。
2. ↑  角色原型改編自野原美冴。
3. ↑  角色原型改編自野原廣志。

## 外部連結
- 互联网电影数据库（IMDb）上《BALLAD 無名的戀曲》的资料（英文）
- allcinema - BALLAD 無名的戀曲 （页面存档备份，存于）
- KINENOTE - BALLAD 無名的戀曲 （页面存档备份，存于）